# STM Kargu
STM Kargu是由STM在土耳其生產的小型便攜式旋翼神風無人機，專為非對稱戰爭或反叛亂而設計。它可以在自主和手動模式下由單個人員攜帶。KARGU 可以通過其實時圖像處理能力和嵌入平台的機器學習演算法有效地用於對抗靜態或移動目標。
該系統由旋翼攻擊無人機和地面控制單元組成。

## 外部連結
- KARGU Rotary Wing Attack Drone Loitering Munition System （页面存档备份，存于） STM website.